# Plauer Stadtwald
Plauer Stadtwald este o arie protejată (arie de protecție specială avifaunistică — SPA) din Germania întinsă pe o suprafață de 312 ha, integral pe uscat.

## Localizare
Centrul sitului Plauer Stadtwald este situat la coordonatele 53°26′10″N 12°15′31″E / 53.4361°N 12.2586°E.

## Înființare
Situl Plauer Stadtwald a fost declarat arie de protecție specială avifaunistică în aprilie 2008 pentru a proteja 8 specii de animale.

## Biodiversitate
Situată în ecoregiunea continentală, aria protejată nu include niciun habitat protejat.
La baza desemnării sitului se află mai multe specii protejate de  păsări (8): pescăruș albastru (Alcedo atthis), ciocănitoarea de stejar (Dendrocopos medius), ciocănitoare neagră (Dryocopus martius), muscar (Ficedula parva), Grus grus grus, sfrâncioc roșiatic (Lanius collurio), gaia roșie (Milvus milvus), silvie porumbacă (Sylvia nisoria).